# 자사 (관직)
자사(刺史) 혹은 주목(州牧)은 중국의 두 번째 통일왕조인 한나라의 조정에서 상설한 벼슬로 각 주 안에 있는 군(郡) 태수들을 감찰하는 직위였다. 군솔통권은 각 태수들만이 가지고 있었으나 후한 때 자사에게 그 주의 군통솔권을 부여하면서 권한이 막강해졌다. 결국 후한 말기 여러 군의 군사를 이끌고 전쟁에 출전하여 세력을 늘리며 그의 밑에 있는 여러 군의 태수들을 굴복시켜 독립적인 세력을 이루었다. 후한 말기의 주 자사들은 이처럼 많은 군사를 이끌고 자신들 끼리 전중국의 통일을 두고 여러번 다투었으나 결국에는 처음에 연주자사와 동군태수를 겸 했던 위나라의 조조와 서주자사와 예주자사를 겸 했던 촉한의 유비와 장강의 양주자사와 회계태수를 겸한 동오의 손권이 삼국을 정립해 최후의 승자로 군림하고 삼국시대를 열었다. 그러나 위나라의 조조, 촉한의 유비, 동오의 손권이 삼국을 정립하자 그들의 밑에서 후한의 13주를 다스리던 주 자사들은 마음 놓고 군대를 장악하지 못하였다. 한조와 삼국시대가 끝났을 때에도 서진과 동진의 황제들은 그들 밑에 주를 감독하는 주 자사들을 두었으나 이들은 주의 행정을 진조의 황제들에게 보고하기만 하여 한조와 삼국시대의 주 자사들과는 크게 달랐다.

## 후한의 유명한 주 자사
- 연주자사, 후한의 승상이자 대장군, 위 태조 무황제 조조
- 기주자사, 후한의 대장군과 태위 원소
- 장강의 양주자사, 동오 태조 대황제 손권
- 유주자사 공손찬
- 북방의 양주자사 한수
- 형주자사 유표
- 서주자사, 예주자사, 후한의 의성정후, 촉한 열조 소열황제 유비